# Kabupaten Ogan Komering Ulu Selatan
Kabupaten Ogan Komering Ulu Selatan är ett regentskap (kabupaten) i Indonesien.   Det ligger i provinsen Sumatera Selatan, i den västra delen av landet, 400 km nordväst om huvudstaden Jakarta. Antalet invånare är 329 795.